# Hùng Vương, Phúc Yên
Hùng Vương là một phường thuộc thành phố Phúc Yên, tỉnh Vĩnh Phúc, Việt Nam.

## Địa lý
Phường Hùng Vương nằm ở phía nam thành phố Phúc Yên, là phường nội ô trung tâm của thành phố Phúc Yên, có vị trí địa lý:
- Phía đông giáp phường Phúc Thắng
- Phía tây giáp phường Tiền Châu
- Phía nam giáp thành phố Hà Nội
- Phía bắc giáp phường Trưng Trắc.

Phường có diện tích 1,59 km², dân số năm 2003 là 9.341 người, mật độ dân số đạt 5.890 người/km².

## Lịch sử
Phường được thành lập vào ngày 9 tháng 12 năm 2003 trên cơ sở điều chỉnh 65,20 ha diện tích tự nhiên và 7.430 người của thị trấn Phúc Yên; 93,40 ha diện tích tự nhiên và 1.911 người của xã Phúc Thắng.